# إليزابيث فيشل
إليزابيث فيشل (بالإنجليزية: Elizabeth Fishel)‏ هي صحفية أمريكية، ولدت في 1950.